# Kevin Álvarez (futbolista nacido en 1999)
Kevin Nahin Álvarez Campos (Colima, Colima, México, 15 de enero de 1999) es un futbolista mexicano. Juega como lateral derecho y su actual equipo es el Club América de la Primera División de México. Es también jugador internacional absoluto con la selección mexicana.

## Trayectoria

### Pachuca
Nacido de las fuerzas básicas del Pachuca y tras una temporada en el Alto Rendimiento Tuzo regresó a jugar en categorías menores.
Debutó en copa el 16 de enero de 2018, en una derrota de 0-1 contra el Atlético de San Luis. En liga debutó el 16 de agosto de 2019 en la victoria de 0-4 en su visita al Puebla. Anotó su primer gol como profesional el 8 de marzo de 2021, en la victoria de 2-1 contra el Tijuana.
El 30 de octubre de 2022 obtuvo el séptimo campeonato de liga del Pachuca, tras derrotar por marcador global de 8-2 al Toluca en la gran final siendo este su primer título profesional en su carrera.

### Club América
El 13 de junio de 2023 se anuncia su fichaje por el Club América. En su primer torneo logró alcanzar su segundo título de liga al derrotar a los Tigres con un marcador global de 4-1, entrando de cambió en el partido de vuelta de la final.

## Selección nacional

### Categorías inferiores

#### Sub-23
Álvarez fue convocado por Jaime Lozano para participar con la selección nacional sub-23 de México en los Juegos Panamericanos de 2019. Con México ganando el partido por el tercer lugar, recibió la medalla de bronce del torneo.

### Selección absoluta
Debutó con la selección de fútbol de México el 3 de julio de 2021 en un amistoso contra Nigeria.

### Participaciones en selección nacional
| Copa                           | Categoría | Sede  | Resultado    |
| ------------------------------ | --------- | ----- | ------------ |
| Copa Mundial de Fútbol de 2022 | Absoluta  | Catar | Primera Fase |

El zaguero fue el futbolista más joven en la lista entregada por Gerardo Martino y es que tras sus buenas actuaciones con el Pachuca, se ganó la confianza del cuerpo técnico en el último año y eso le abrió la puerta de meterse en la convocatoria final y estar en el Mundial de Catar 2022.
Para ese momento presentaba un mejor desempeño, que el titular Jorge Sánchez, que estaba en su proceso de adaptación en el Ajax de Holanda. Ambos jugando en la misma posición (lateral derecho).

## Estadísticas

### Clubes
Actualizado a 16 de abril de 2024.
| Club                 | Div.          | Temporada     | Liga  | Liga  | Liga   | Copas nacionales | Copas nacionales | Copas nacionales | Copas internacionales | Copas internacionales | Copas internacionales | Total | Total | Total  |
| Club                 | Div.          | Temporada     | Part. | Goles | Asist. | Part.            | Goles            | Asist.           | Part.                 | Goles                 | Asist.                | Part. | Goles | Asist. |
| -------------------- | ------------- | ------------- | ----- | ----- | ------ | ---------------- | ---------------- | ---------------- | --------------------- | --------------------- | --------------------- | ----- | ----- | ------ |
| C. F. Pachuca México | 1.ª           | 2017-18       | —     | —     | —      | 5                | 0                | 0                | —                     | —                     | —                     | 5     | 0     | 0      |
| C. F. Pachuca México | 1.ª           | 2019-20       | 10    | 0     | 0      | 5                | 0                | 0                | —                     | —                     | —                     | 15    | 0     | 0      |
| C. F. Pachuca México | 1.ª           | 2020-21       | 38    | 1     | 1      | —                | —                | —                | —                     | —                     | —                     | 38    | 1     | 1      |
| C. F. Pachuca México | 1.ª           | 2021-22       | 35    | 1     | 5      | —                | —                | —                | —                     | —                     | —                     | 35    | 1     | 5      |
| C. F. Pachuca México | 1.ª           | 2022-23       | 38    | 3     | 8      | —                | —                | —                | 2                     | 0                     | 0                     | 40    | 3     | 8      |
| C. F. Pachuca México | Total club    | Total club    | 121   | 5     | 14     | 10               | 0                | 0                | 2                     | 0                     | 0                     | 133   | 5     | 14     |
| C. América México    | 1.ª           | 2023-24       | 32    | 1     | 3      | —                | —                | —                | 8                     | 2                     | 1                     | 40    | 3     | 4      |
| C. América México    | 1.ª           | 2024-25       | 16    | 1     | 0      | —                | —                | —                | —                     | —                     | —                     | 16    | 1     | 0      |
| C. América México    | Total club    | Total club    | 48    | 2     | 3      | 0                | 0                | 0                | 8                     | 2                     | 1                     | 56    | 4     | 4      |
| Total carrera        | Total carrera | Total carrera | 151   | 7     | 17     | 10               | 0                | 0                | 10                    | 2                     | 1                     | 189   | 9     | 18     |

## Palmarés

### Campeonatos nacionales
| Título                  | Equipo       | País   | Año  |
| ----------------------- | ------------ | ------ | ---- |
| Primera División        | Pachuca      | México | 2022 |
| Primera División        | Club América | México | 2023 |
| Primera División        | Club América | México | 2024 |
| Campeón de Campeones    | Club América | México | 2024 |
| Supercopa de la Liga MX | Club América | México | 2024 |
| Primera División        | Club América | México | 2024 |

### Distinciones individuales
| Distinción                                       | Año  |
| ------------------------------------------------ | ---- |
| Incluido en el mejor once ideal de la Liga MX    | 2021 |
| Liga MX All-Star                                 | 2021 |
| Balón de oro como el mejor lateral de la Liga MX | 2022 |